# Castel Boglione
Castel Boglione är en ort och kommun i provinsen Asti i regionen Piemonte i Italien. Kommunen hade 609 invånare (2018).